# Valdemar Psilander

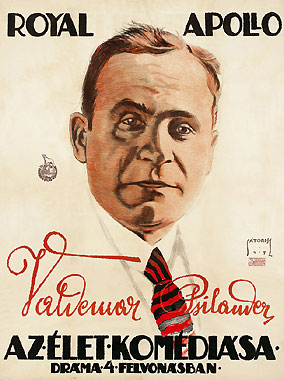
Filmplakát

Valdemar Einar Psilander (Koppenhága, 1884. május 9. – Koppenhága, 1917. március 6.) dán némafilmszínész, aki korának legjobban fizetett filmszínésze volt, és a dán filmművészet aranykorszakában a legjobb férfi főszereplőként tartották számon.

## Életpályája
Már gyermekkorában megismerkedett a színészettel, hisz apja színész volt. Tizenötévesen a koppenhágai Casino Színházban színésztanoncként dolgozott, és 1909-ig a Frederiksberg és a Dagmar Színházban is fellépett, de teljesítménye nem volt figyelemre méltó. 
1910 őszén debütált a filmvásznon a Dorian Gray portréja című filmben egy kis filmes cég, a Regia Kunst Film rendezésében. A Nordisk Film azonnal felkérte,  hogy játssza el August Blom szerepét a Ved Fængslets port  (A fegyenc) című filmben. Psilander karizmatikus alakítása nagy siker volt, és gyorsan a Nordisk legjobban fizetett színésze lett. Két éven belül a filmes magazinok olvasói körében a legnépszerűbb férfiszínésznek választották világszerte. A következő hat év során Psilander 83 filmben szerepelt.
1911-ben a Nordisk Film jó nemzetközi hírnévvel és széles forgalmazási hálózattal rendelkezett, de Psilander filmjei voltak azok, amelyek a cég eladásait vezették. Különösen népszerű volt a német, orosz és magyar közönség körében. Olyan filmekben szerepelt, mint  A gyertya és a lepke (Holger-Madsen rendezésében) és Az élet komédiása (A. W. Sandberg rendezésében). Psilander legtöbbet 1915-ben keresett, amikor 100 000 dán korona éves fizetése volt. (Összehasonlításképpen: a korszak következő legjobban fizetett sztárja, Olaf Fønss csakl 14 000 dán koronát keresett).
Psilander ritkán adott interjút. Egy ritka, 1913-as újságinterjúban így beszélt színészi módszeréről:  „Olyan gyakran látjuk, hogy a kiváló színpadi színészek semmivé válnak a filmen, mert nem értik, hogy ez a koncentrációtól függ. A filmben az az érdekes, hogy mindenkinek játszunk, minden társadalmi osztálynak és a világ minden részén. Kifejezési eszközeinkben szinte primitíven valódinak, valóban eredetinek kell megjelennünk. Lehet, hogy meg lehet tanulni színésznek lenni, de soha nem lehet megtanulni a filmezést. A filmen a tanult érzelmek mesterségesekké és hamissá válnak. A film könyörtelenül megköveteli az igazmondást és az őszinteséget.” 
Többször járt Magyarországon.

## Házassága és halála
1911-ben feleségül vette Edith Buemann (1879–1968) színésznőt, akitől 1916-ban vált el.  Karrierje csúcsán 1917. március 6-án Psilandert 32 évesen holtan találták a koppenhágai Hotel Bristol lakosztályában. A halál hivatalos oka szívroham volt. Azonban olyan pletykák is keringtek, hogy öngyilkos lett. A Taarbæk Kirkegårdban temették el.

## Válogatás filmjeiből
- The Portrait of Dorian Gray (Dorian Gray portréja), 1910
- At the Prison Gates (A fegyenc), 1911
- A Victim of the Mormons, 1911
- The Great Circus Catastrophe, 1912
- Livets Baal (Az élet máglyája), 1912
- The Fire of Life (Ne játsz a tűzzel), 1912
- Gold from the Gutter (Az arany darab), 1913
- The Birthday Gift (A születésnapi ajándék), 1913
- Count Dahlborg’s Secret (Dahlborg báró fogadása), 1914
- Alone with the Devil (Az ördög cimborája), 1914
- The Candle and the Moth (A gyertya és a lepke), 1915
- The Evangelist's Life, 1915
- Poison Arrow, 1916
- The Clown (Az élet komédiása),1917
- The Secret of the Desert, 1918

Filmjeinek listája megtalálható a Dán Filmintézet honlapján. 

## Fordítás
- Ez a szócikk részben vagy egészben  a   Valdemar Psilander című angol Wikipédia-szócikk fordításán alapul.  Az eredeti cikk szerkesztőit annak laptörténete sorolja fel. Ez a jelzés csupán a megfogalmazás eredetét és a szerzői jogokat jelzi, nem szolgál a cikkben szereplő információk forrásmegjelöléseként.